# Sultan Abdul Samad-moskéen
 Der er for få eller ingen kildehenvisninger i denne artikel, hvilket er et problem. Du kan hjælpe ved at angive troværdige kilder til de påstande, som fremføres i artiklen.

Sultan Abdul Samad-moskéen eller KLIA-moskéen er en moske nær Kuala Lumpur International Airport i Sepang, Selangor, Malaysia.

## Historie
Byggeriet begyndte i 1999 og blev afsluttet i 2000. Moskeen blev officielt åbnet i 2001 af Sultanen af Selangor, Sultan Sharafuddin Idris Shah.

## Arkitektur
Moskeens arkitektur er af både mellemøstlig og lokale malajiske stilarter..
| Bygning eller seværdighed | Spire Denne artikel om en bygning, et bygningsværk eller en seværdighed er en spire som bør udbygges. Du er velkommen til at hjælpe Wikipedia ved at udvide den. |

2°43′50″N 101°43′04″Ø / 2.730556°N 101.71772°Ø